# Asiceratinops amurensis
Asiceratinops amurensis là một loài nhện trong họ Linyphiidae.
Loài này thuộc chi Asiceratinops. Asiceratinops amurensis được Kirill Yuryevich Eskov miêu tả năm 1992.